# Крайние точки Кыргызстана
Ниже приведён список крайних точек Киргизии.

## Крайние точки
- Северная точка — граница с Казахстаном в Сокулукском районе Чуйской области[1].

43°16′01″ с. ш. 74°12′15″ в. д.
- Южная точка — граница с Таджикистаном в Чон-Алайском районе Ошской области[1].

39°10′21″ с. ш. 72°14′13″ в. д.
- Западная точка — граница с Таджикистаном в Лейлекском районе Баткенской области[1].

39°48′22″ с. ш. 69°15′54″ в. д.
- Восточная точка — пик Военных Топографов на границе с Китаем в Ак-Суйском районе Иссык-Кульской области[1].

42°03′38″ с. ш. 80°13′46″ в. д.